# Rospigliosi

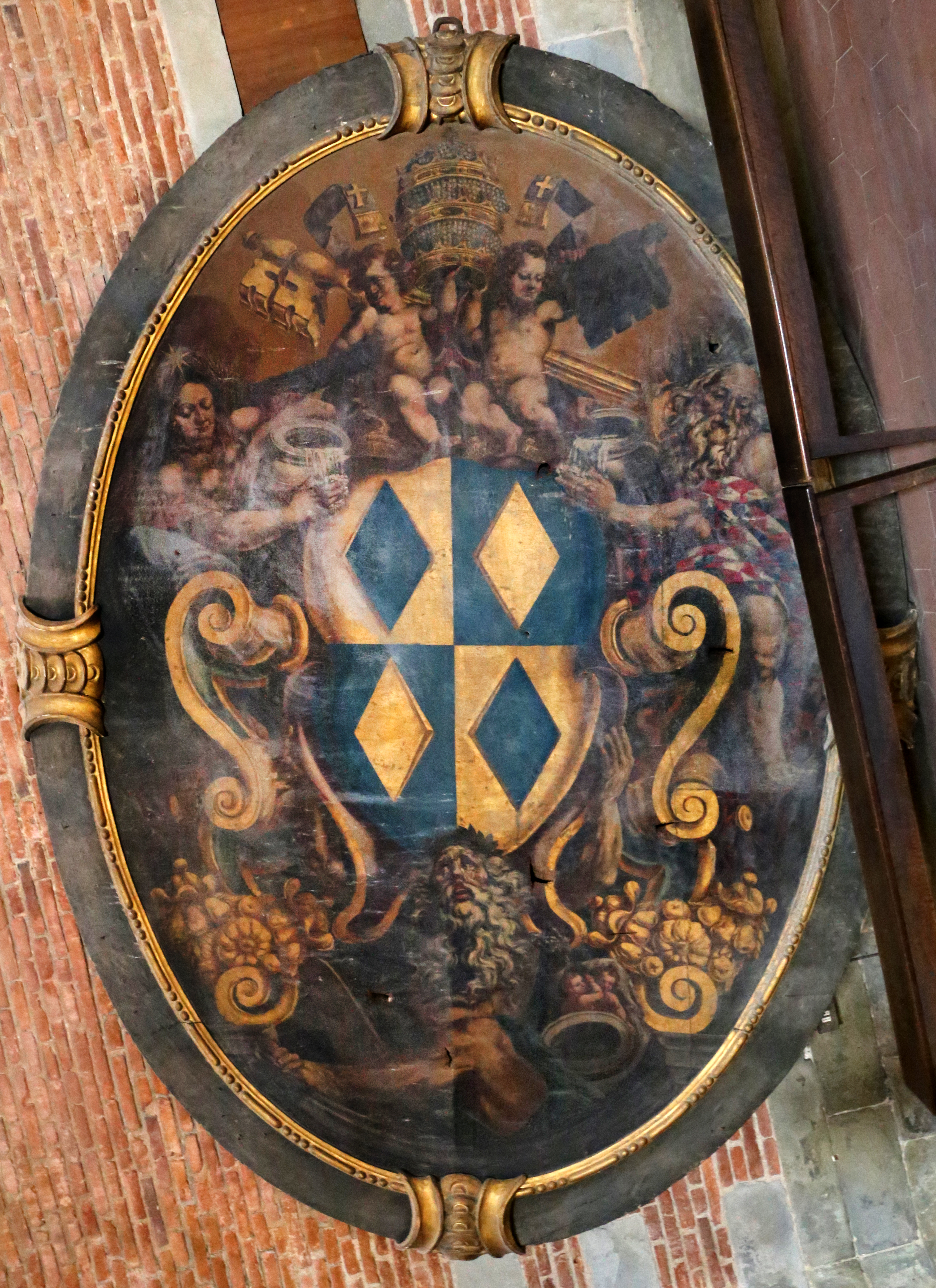
Stemma papale di Casa Rospigliosi custodito nel Battistero di San Giovanni in corte, Pistoia

La Casata dei Rospigliosi è un'antica famiglia aristocratica italiana, originaria di Pistoia e di antiche origini lombarde.
Attestata già dagli inizi del Medioevo, la famiglia si arricchì attraverso l'agricoltura, il commercio e l'industria, raggiungendo l'apogeo del suo potere e l'elevato status nobiliare a Roma grazie a Giulio Rospigliosi, il quale venne eletto papa della Chiesa cattolica nel 1667 con il nome di Clemente IX.

## Storia

### Origini
Calata dalla Lombardia nel XII secolo, si stabilì a Lamporecchio in provincia di Pistoia dove ha mantenuto vasti possedimenti sino al XX secolo.

### Ascesa

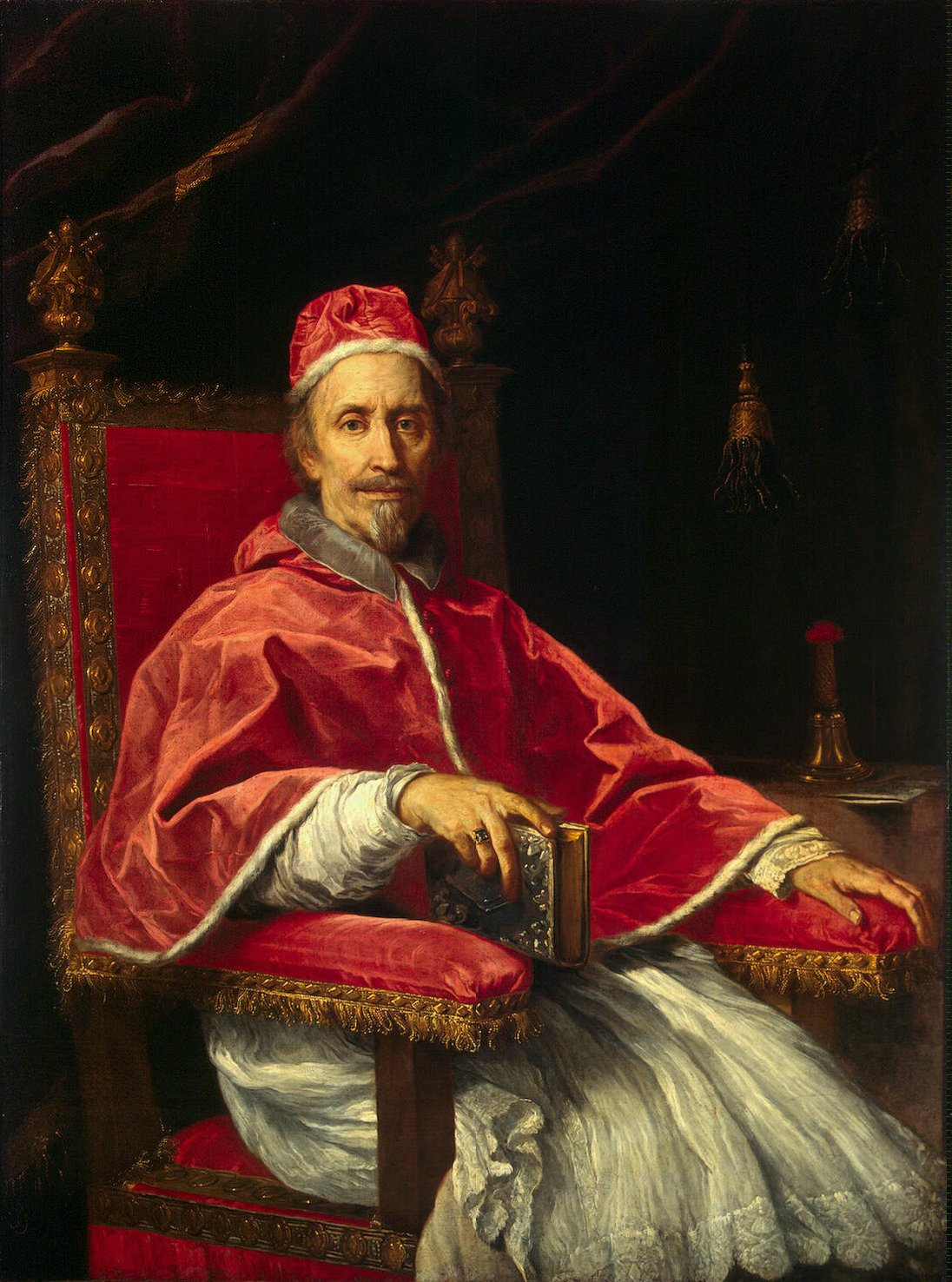
Papa Clemente IX ritratto da Carlo Maratta

Trasferitasi a Pistoia nel 1400 ha dato i natali a illustri personaggi, primo fra tutti a Giulio Rospigliosi, Papa Clemente IX, fratello di Camillo Rospigliosi, che diede i natali tra gli altri al Principe Giovanni Battista Rospigliosi, capostipite del ramo Rospigliosi Pallavicini, e a donna Caterina Banchieri Rospigliosi, che diede origine al ramo Banchieri Rospigliosi (il cui capostipite fu Pietro Banchieri Rospigliosi, ritratto in un celebre ciclo pittorico, intitolato "Il bambino Rospigliosi", oggi esposto al Museo di Roma).

## Rami
In Pistoia era divisa in due linee, quella di papa Clemente IX, detti "del Duca" che risiedevano nell'omonimo Palazzo Rospigliosi di via del Duca e quelli che risiedevano nel palazzo Rospigliosi di Ripa del Sale, ramo estinto nella linea maschile nel 1831 con la morte di Clemente Rospigliosi. 
Alessandra Rospigliosi, l'unica figlia di Clemente, coniugatasi con Alessandro Sozzifanti, darà vita al nuovo ramo maschile Rospigliosi-Sozzifanti che si è estinto a sua volta e definitivamente con la morte del N.H. Roberto Cesare Antonio Jacopo Rospigliosi nel 1985, all'età di 69 anni. La famiglia che ha ereditato tutti i beni di quest'ultimo discendente, nel 1994 chiede ed ottiene l'aggiunta del cognome Rospigliosi al proprio.

## Duchi di Zagarolo e principi del Sacro Romano Impero (1668)
- Giovanni Battista (1646 - 1722), I principe Rospigliosi, I duca di Zagarolo
- Clemente Domenico (1674 - 1752), II principe Rospigliosi, II duca di Zagarolo
- Camillo (1714 - 1769), III principe Rospigliosi, III duca di Zagarolo
- Giovanni Battista (1726 - 1784), IV principe Rospigliosi, IV duca di Zagarolo
- Giuseppe (1755 - 1833), V principe Rospigliosi, V duca di Zagarolo
- Giulio Cesare (1781 - 1859), VI principe Rospigliosi, VI duca di Zagarolo
- Clemente (1823 - 1897), VII principe Rospigliosi, VII duca di Zagarolo
- Giuseppe (1848 - 1913), VIII principe Rospigliosi, VIII duca di Zagarolo
- Girolamo (1907 - 1959), IX principe Rospigliosi, IX duca di Zagarolo
- Giulio (1907 - 1986), X principe Rospigliosi, X duca di Zagarolo
- Filippo (n. 1942), XI principe Rospigliosi, XI duca di Zagarolo

## Cardinali della famiglia Rospigliosi[12][13]
| Ritratto | Nome                         | Nascita | Creato cardinale                     | Morte           | Note |
|          | Giacomo "Jacopo" Rospigliosi | 1628    | 12 dicembre 1667 da papa Clemente IX | 2 febbraio 1684 | Internunzio apostolico nelle Fiandre (1665-1667), Prefetto del Supremo Tribunale della Segnatura Apostolica (1667-1684), Cardinale presbitero di San Sisto (1668-1672), Arciprete della Basilica Liberiana di Santa Maria Maggiore (1671-1684), Abate ordinario di Nonantola (1671-1684), Cardinale presbitero dei Santi Giovanni e Paolo (1672-1684), Camerlengo del Collegio Cardinalizio (1680-1681) |
|          | Felice Rospigliosi           | 1639    | 16 gennaio 1673 da papa Clemente X   | 9 maggio 1688   | Cardinale diacono di Santa Maria in Portico Campitelli (1673), Cardinale diacono di Sant'Angelo in Pescheria (1673-1685), Arciprete della Basilica Liberiana di Santa Maria Maggiore (1684-1688), Cardinale diacono di Sant'Eustachio (1685), Cardinale diacono di Santa Maria in Cosmedin (1685-1686), Cardinale diacono di Sant'Agata alla Suburra (1686-1688)                                        |

Rientrano nel novero dei cardinali  strettamente legati alla famiglia Rospigliosi anche i cardinali Antonio Banchieri, Giovanni Francesco Banchieri, Giacomo Oddi, Flavio Chigi juniore.

## Fondo musicale Rospigliosi
Nel 1982 Clemente Rospigliosi, ultimo rappresentante del ramo "del Sale", ha donato alla Biblioteca Forteguerriana e all'Archivio Capitolare di Pistoia la biblioteca familiare in cui è presente un'ampia sezione musicale, denominata Fondo musicale Rospigliosi.

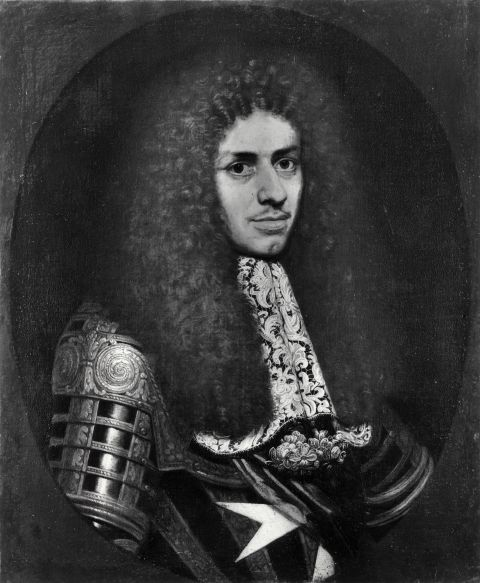
Pompeo Rospigliosi

## Raccolta d'arte
La raccolta d'arte di Girolamo Rospigliosi fu dispersa  con vendite all'asta, affidate alle Galleria Sestieri e alla casa di vendite Tavazzi, svoltesi a palazzo Corrodi, in via Maria Cristina (28 aprile-5 maggio 1931) e a palazzo Rospigliosi, in via XXIV maggio (12-24 dicembre 1932).

## Genealogia della famiglia Rospigliosi

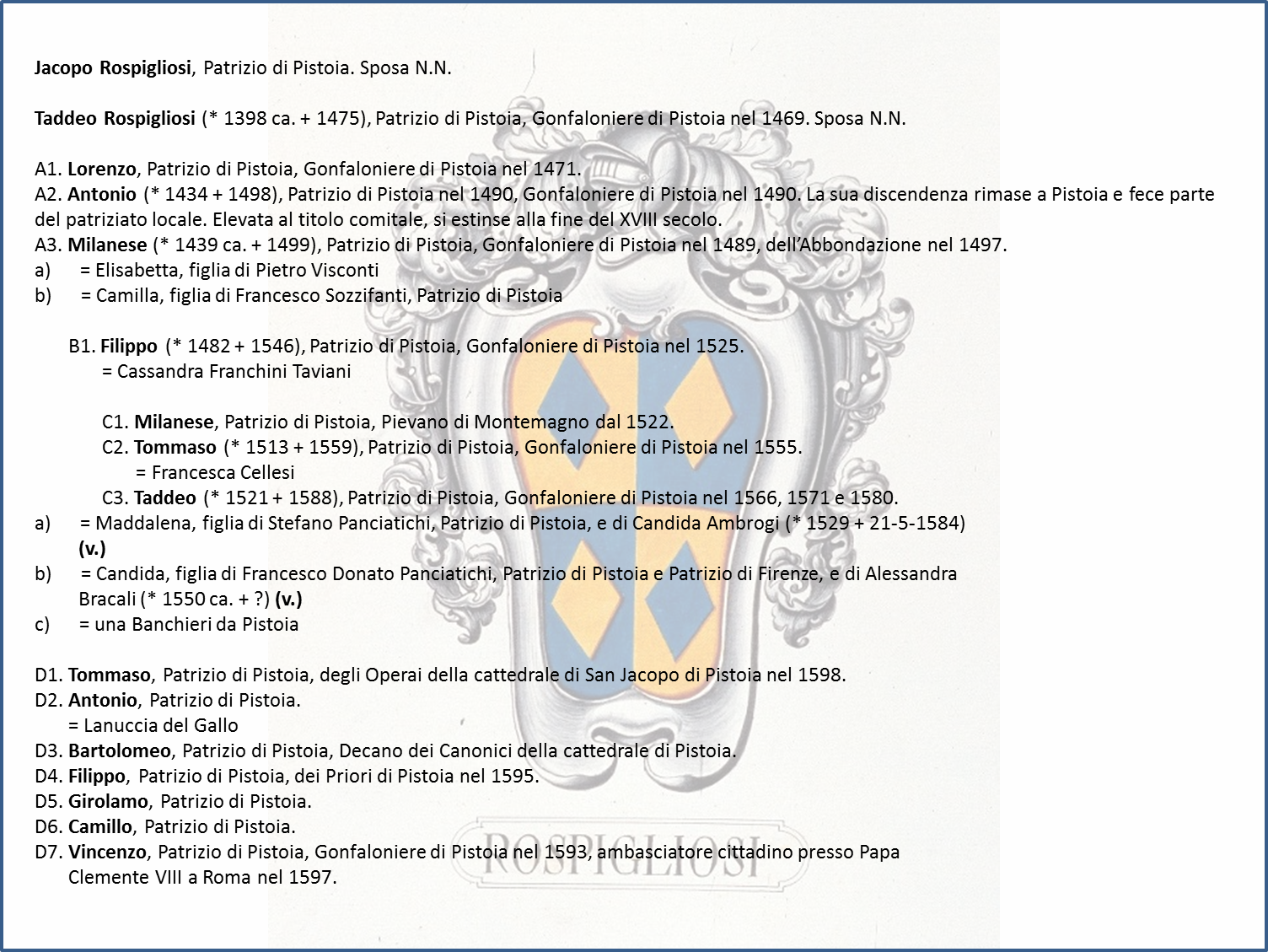
Genealogia Rospigliosi tav. 1
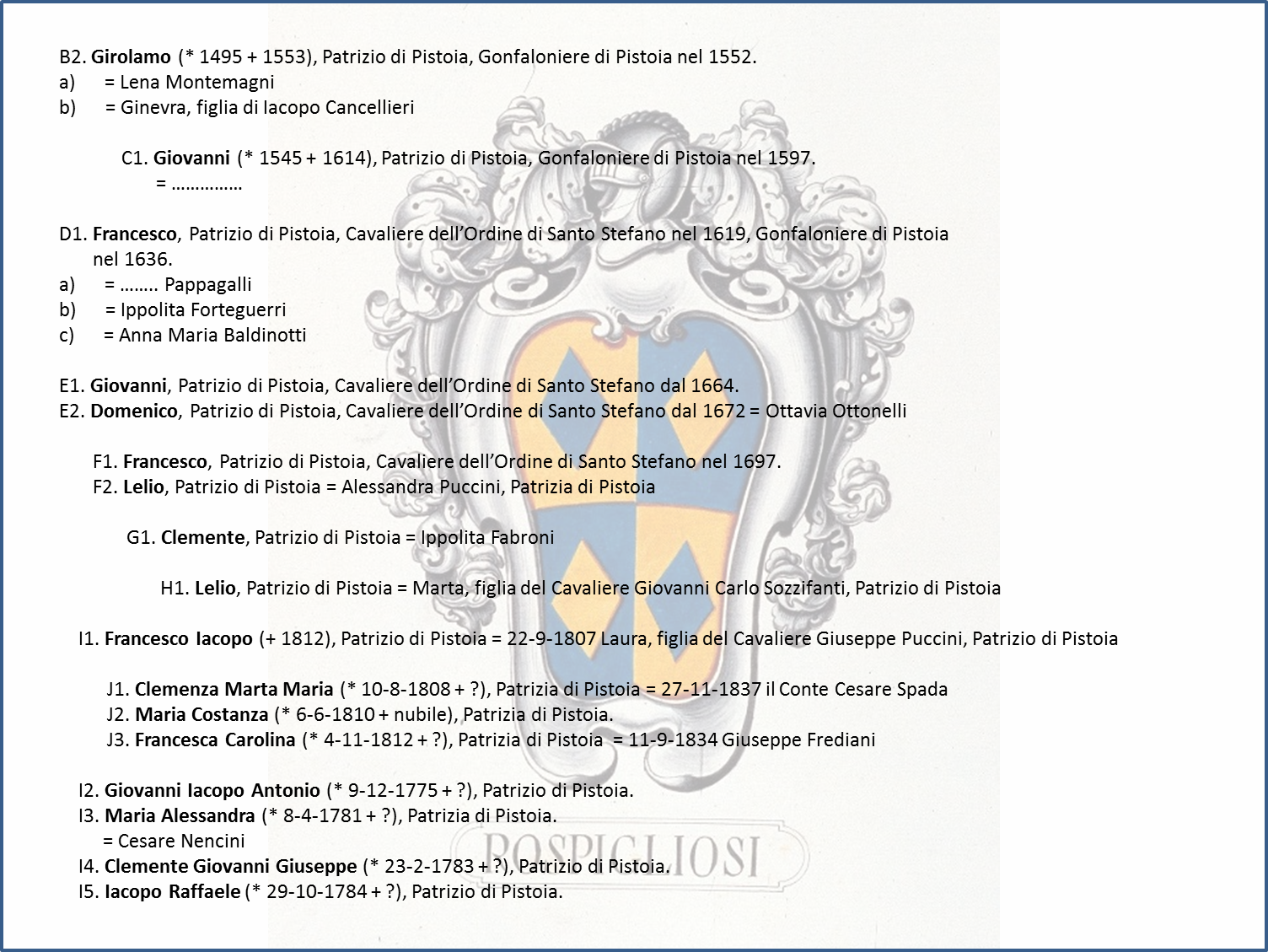
Genealogia Rospigliosi tav. 2
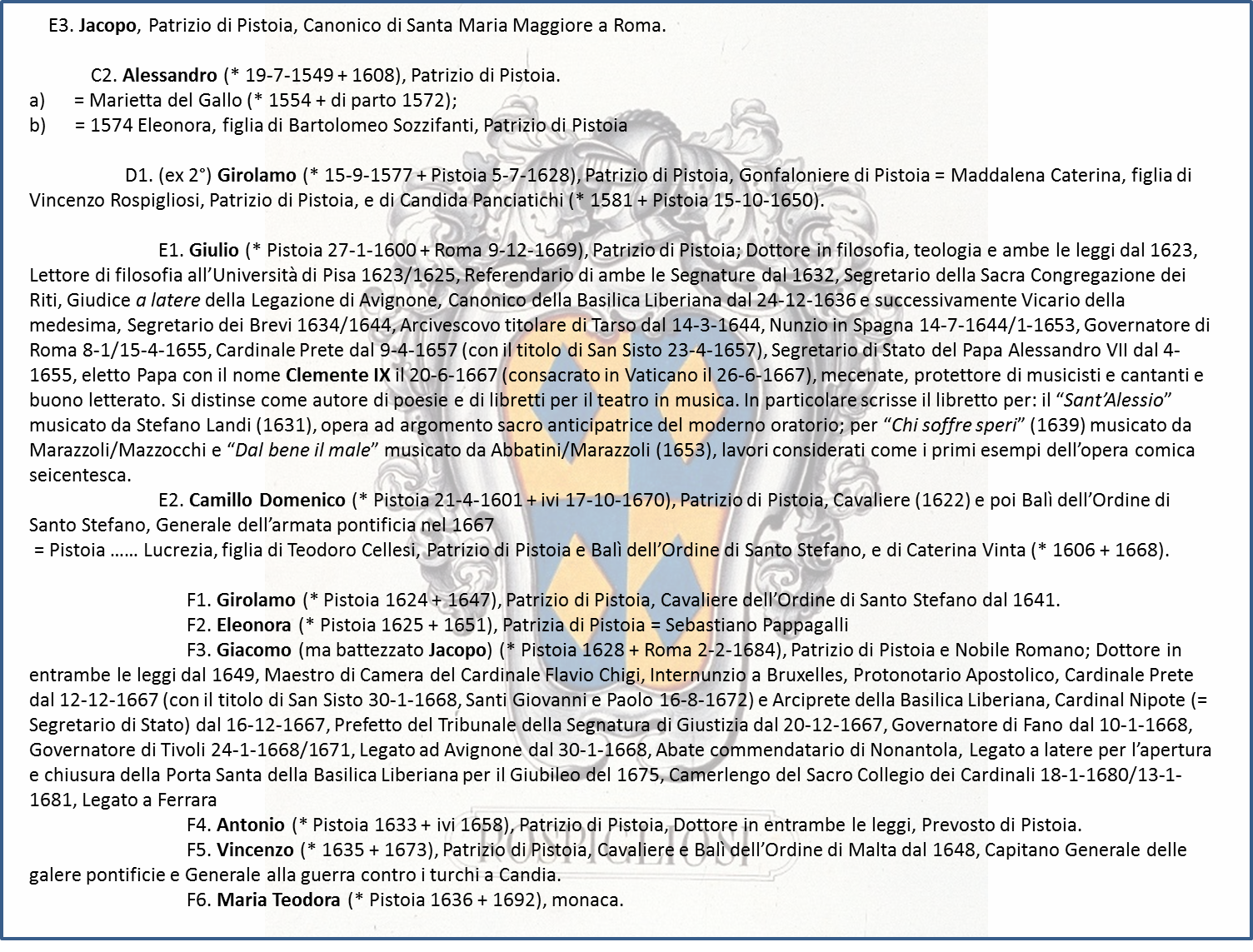
Genealogia Rospigliosi tav. 3
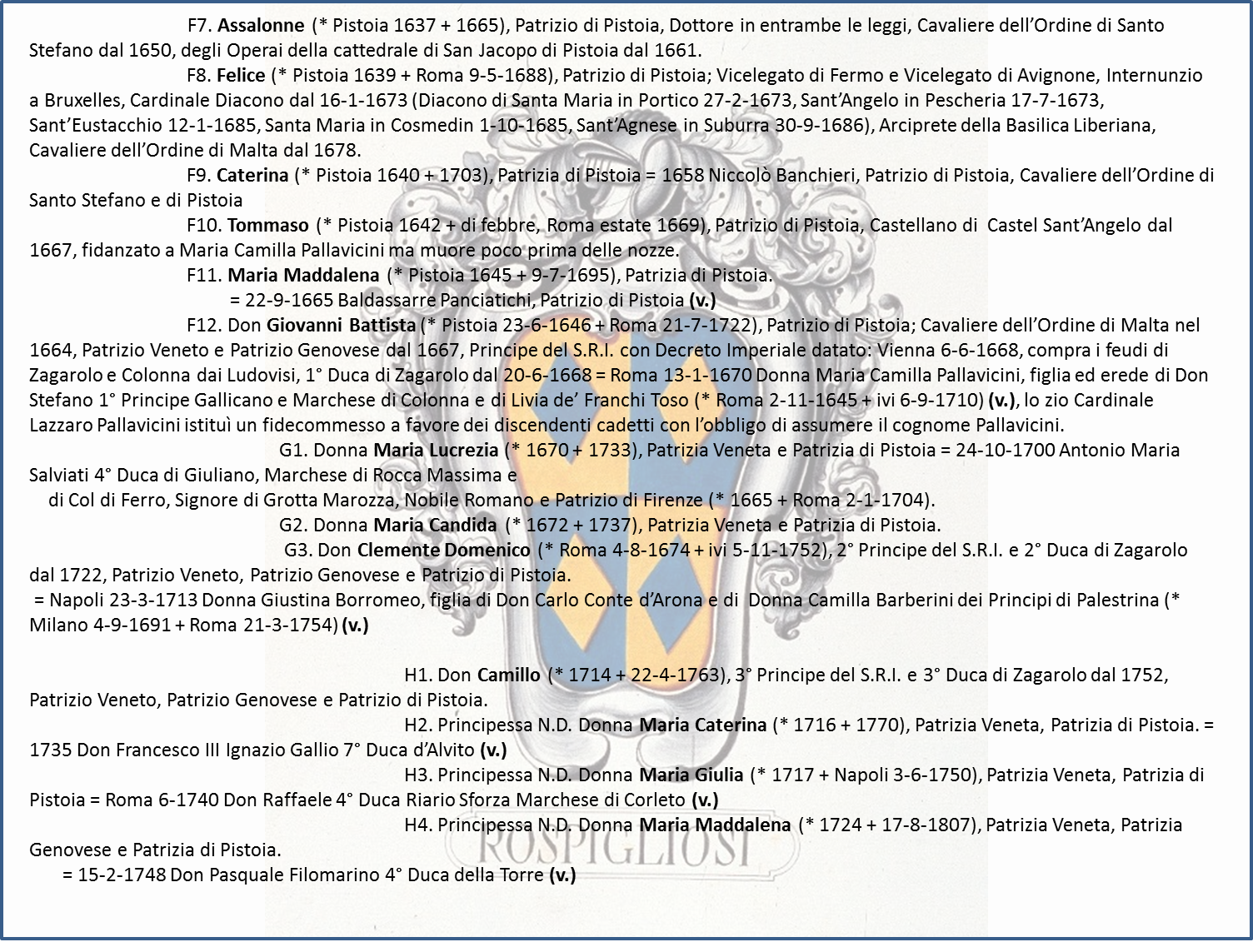
Genealogia Rospigliosi tav. 4
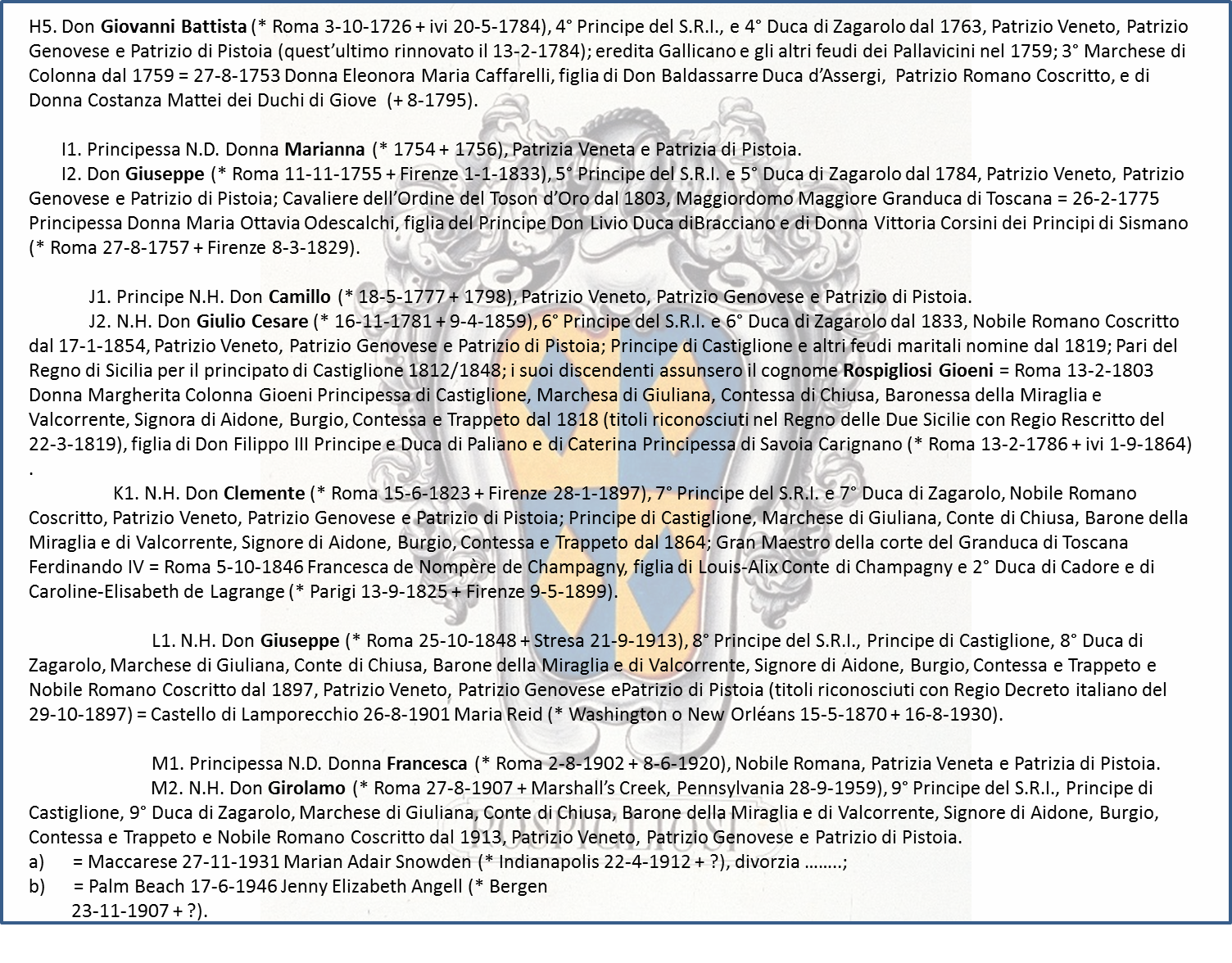
Genealogia Rospigliosi tav. 5
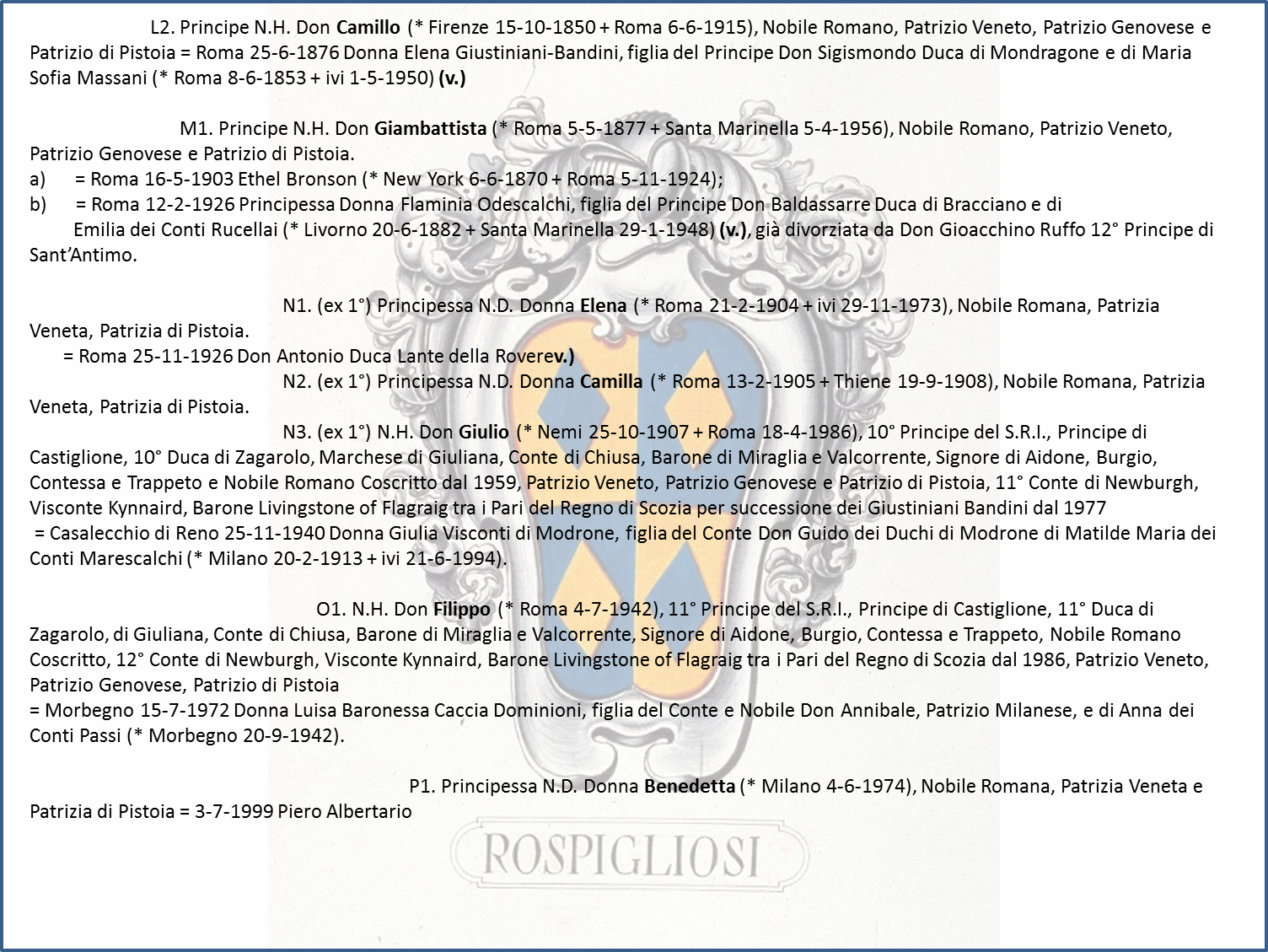
Genealogia Rospigliosi tav. 6